# Stazione di Grazzano Visconti
La stazione di Grazzano Visconti era una stazione ferroviaria posta sulla linea Piacenza-Bettola gestita dalla SIFT. Serviva l'omonimo centro abitato, frazione del comune di Vigolzone.
La stazione era classificata dal gestore come appartenente alla categoria B e, quindi, era dotata di sala d'attesa di terza classe.

## Storia
La stazione fu realizzata alla fine del 1928 a servizio della tranvia Piacenza-Bettola, in sostituzione di un impianto preesistente. L'impianto rimase in uso anche quando, a partire dal 1933, la tranvia fu sostituita da una linea ferroviaria elettrica, rimanendo in uso fino al 1º marzo 1967, quando l'intera linea venne soppressa.
Dopo la chiusura dell'infrastruttura, negli anni '80 l'edificio venne comprato da un ristoratore che procedette all'effettuazione di una serie di lavori di ristrutturazione, al termine dei quali l'edificio fu adibito a bed & breakfast.

## Strutture e impianti
Il fabbricato viaggiatori della stazione, a differenza di tutte le altre presenti lungo l'infrastruttura, venne realizzato in stile neomedievale, stile con cui era stato costruito ai primi del Novecento il borgo di Grazzano Visconti. Esso presenta una pianta rettangolare su due piani: al piano terra erano originariamente presenti alcuni locali a servizio dell'infrastruttura, tra cui la biglietteria, la sala d'attesa e altri vani di servizio, mentre il primo piano era adibito a scopo abitativo.

## Servizi
La stazione disponeva di:
- Biglietteria a sportello[2]
- Sala d'attesa[1]